# PlayStation 3
PlayStation 3 (oficialment comercialitzada PLAYSTATION 3, comunament abreviada PS3) és la videoconsola de SCE successora de la PlayStation 2. Dissenyada per a competir directament amb Xbox 360, de Microsoft i Wii de Nintendo com a part de les videoconsoles de setena generació.
En 2010, ha sortit a la llum i ha estat anunciada en la conferència de la "e3" la sortida imminent de ps4, amb un controlador tàctil i sensible a la calor i amb opció de realitat virtual, Una característica important que distingeix la PlayStation 4 de les seves predecessores és el joc de realitat virtual SRV (sistema de realisme virtual) la qual cosa contrasta amb l'anterior política de Sony de confiar en els desenvolupadors de jocs per a jugar en línia en primera persona utilitzant un sistema de joc innovador de realitat virtual, col·locant-se unes ulleres que permeten de visualitzar un entorn 3D de joc real i permet d'experimentar emocions amb el joc, sentir fred, calor, por, etc. les emocions que es poden sentir amb els diversos dispositius que es col·locaran per a jugar.
Altres característiques importants de la consola són les fortes capacitats de multimèdia, la connectivitat amb la PlayStation Portable i el format de disc òptic d'alta definició, Blu-ray Disc, com a mitjà principal d'emmagatzematge. La PS3 també dona suport al Blu-ray perfil 2.0, gràcies a això es pot interaccionar de manera en línia amb continguts extres de pel·lícules i jocs.
La PlayStation 3 va ser llançada l'11 de novembre de 2006 al Japó, el 17 de novembre de 2006 a l'Amèrica del Nord, i el 23 de març de 2007 a Europa i Austràlia. Dues variants (SKUs) eren disponibles en el moment del llançament: un model bàsic amb 20 GB de disc dur (HDD SATA 2,5") i un model professional amb disc dur de 60 GB amb diverses característiques addicionals com el doble de ports USB i retrocompatibilitat amb jocs de la seva antecessora PlayStation 2 (el model de 20 GB no va ser comercialitzat a Europa i Austràlia). Des de llavors, a tots els models s'hi han fet diverses revisions en el seu maquinari per a disminuir-ne el cost de producció i el preu de venda.

## Història

### Preliminars
En una conferència prèvia al Electronic Entertainment Expo el 16 de maig del 2005 va ser revelada la PlayStation 3, així com les seves especificacions finals i una versió preliminar del seu comandament, amb una forma que assemblava a un bumerang.
En un comunicat de premsa el 9 de maig del 2006, Sony Computer Entertainment va anunciar que la consola seria llançada en dos models, amb diferents preus. Una primera màquina amb un disc dur de 20Gb i HDMI amb un preu en el mercat japonès de 430 $, 499 € en el mercat europeu i $499 en el mercat nord-americà. A més, hi hauria un altre model amb un disc dur de 60Gb que costaria 599 € en el mercat europeu i 599 $ en el mercat nord-americà.

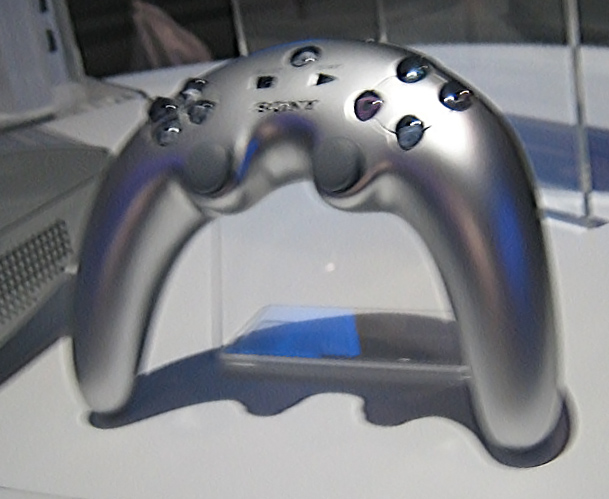
Comandament boomerang presentat el 2005 i oficialment abandonat

A més es va presentar un comandament a distància sense fil amb sensor de moviment, de nom final Sixaxis, que detecta moviments dalt-baix, esquerra-dreta i avant-arrere. A més, s'ha eliminat la funció de vibració en el comandament de la nova consola de Sony (present en els anteriors Dual Shock i Dual Shock 2. Però serà reemplaçat pel Dual Shock 3 que sí que tindrà la funció de vibració
Inicialment està prevista una producció de 2 milions de màquines al novembre, que seran reforçades amb altres 2 milions per a final de desembre. Es va confirmar la compatibilitat total de la consola amb les especificacions finals del Blu-Ray Disc (doble capa, 54GB, alta transferència de dades i protecció de continguts).
Els seus creadors, per la seua banda han declarat que tot açò té un objectiu i que a pesar que podrien generar-se moltes pèrdues a l'inici de la guerra, la PS3 aconseguirà l'hegemonia ràpidament a causa del seu gran potencial. Aquesta diferència es deu a la no inclusió d'eixida HDMI (El que impedirà veure pel·lícules en alta definició quan estes porten el sistema de protecció conegut com a HDCP, tecnologia que es preveia per al seu ús massiu en el 2011, encara que ja era disponible abans i el seu ús era opcional) en la versió bàsica i la diferència de grandària dels discos durs.
En una nota de premsa recent, Sony ha confirmat que el seu llançament seria retardat a Europa fins a març del 2007 a causa de problemes de producció amb els díodes làser blau del Blu-ray Disc. Així mateix, tan sols es llançaren 400.000 unitats al mercat americà al novembre i 100.000 al nipó.
A final de setembre del 2006, la pàgina de Sony Style nord-americana va crear reserves de jocs de PS3 al preu de 60$, aproximadament 47 €, la qual cosa feu suposar que els jocs, malgrat haver menester d'esmerços més grans, continuaren en la mateixa línia de preu per a l'usuari final. En canvi, Sony va anunciar el 10-10-2006 que vendria els seus jocs a un preu de 40 € en Japó.
El 10-10-2006 Sony va confirmar que el sistema operatiu de PS3 presentat en el Tokyo Game Show d'aquell any no era el definitiu. A més també va anunciar que aquest podria actualitzar-se per la xarxa, les targetes de memòria o un disc Blu-Ray.
A causa de les seues baixes existències al principi del seu llançament, moltes franquícies de botigues de lleure americanes auguraven problemes de proveïment que comportarien la devolució de les reservacions als clients. Especulaven que tan sols disposarien de versions 8GB a cada botiga a excepció de les grans que en podrien tindre 16. Així i tot, Jack Tretton, vicepresident de SCEA va posar com a exemple a la PS2, que amb tan solament mig milió d'unitats en el llançament, disposa actualment de 106 milions d'unitats venudes.
Ebay es va veure obligada a cancel·lar totes les subhastes que hi havia per una PS3. Estes van aparèixer al cap de poc temps que les botigues americanes obriren les reservacions de la consola.

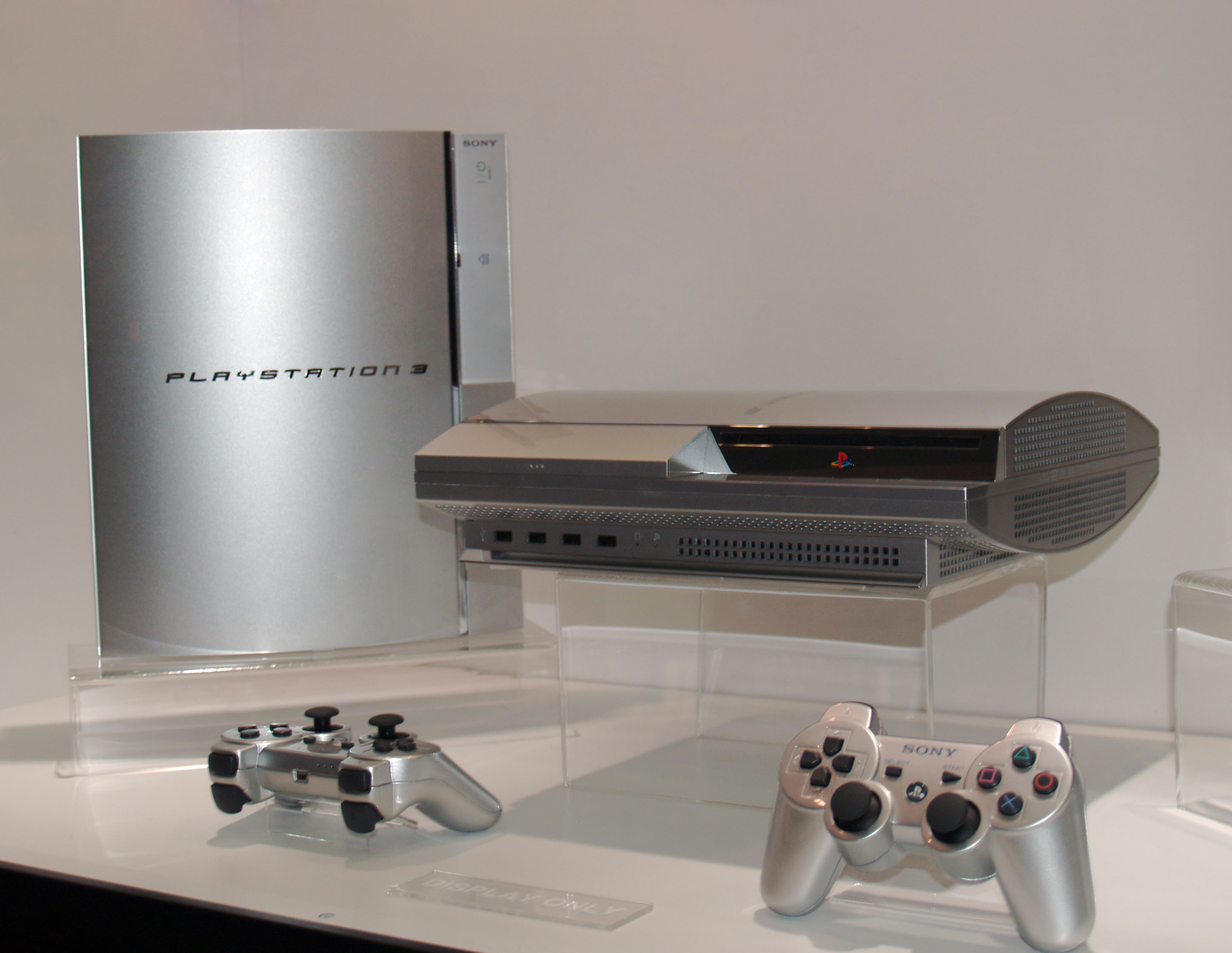
"PlayStation 3 en el E3 de 2006"

En el Gamer's Day, Sony va confirmar el contingut de la capsa d'ambdues versions de PS3, que tindria :
- Un comandament Sixaxis.
- Un cable de corrent.
- Un cable Ethernet
- Un minicable USB
- Un cable Multi-AV

Sony va anunciar el 23-10-2006, que en el cas que els comandaments no pogueren recarregar-se més o s'espatllara la seua bateria de polímer de liti, els canviaria. Encara que afirmava que estes bateries eren molt desenvolupades i podien aguantar anys abans de començar a degradar-se.
Jack Tretton va declarar, que a diferència de Xbox 360 no disposarà d'una classificació Gamerscore, però si de classificacions exclusives per a cada joc.

### Esdeveniments prellançament
- El 28 de febrer del 2007 Sony fa la presentació oficial de la PS3 a Barcelona. La revista VaDeJocs en publica[29] una ressenya, amb entrevista, vídeos de proves i comentaris interessants.
- Un banc ofereix[30] la PS3 a 350 € a canvi de domiciliar-hi la nòmina i dos rebuts. Però hi ha qui considera que hi ha despeses ocultes i que la rebaixa pot sortir cara.[31]

### Esdeveniments postllançament
Ken Kutaragi, ex-responsable de la divisió de videojocs de Sony, considerat el pare de la PlayStation, li va augurar una vida de 10 anys a la PlayStation 3: «Volem que els nostres productes tinguin un cicle de vida de 10 anys, és aquesta la raó de la seva gran potència, alguna cosa que ja hem demostrat amb PlayStation. Per tant, PlayStation 3 s'espera que duri 10 anys en el mercat, si aquest respon bé.» Ken Kuratagi va respondre amb aquesta frase quan va li sli van demanar sobre la PS4: «No puc especular sobre quan podríem treure una nova consola després de PlayStation 3. Però el meu missatge és que quan ets part de la família de productes PlayStation, esdevens un membre de la gran família Sony».
En el Tokyo Game Show 2006 es va anunciar per primera vegada que el model de 20 GB de PlayStation 3 disposaria de l'HDMI necessari per a usar 1080p i amb una reducció de preu al Japó que rondaria els 10.000 iens, que equivalen a uns 80 euros, mentre que als Estats Units i Europa no es faria canvi en el preu inicial.

## Maquinari i accessoris
| Característica                         | V. Extra                                             | V. Tardor 2007  |
| -------------------------------------- | ---------------------------------------------------- | --------------- |
| Disc dur actualitzable                 | Sí, 60 GB                                            | Sí, 40 GB       |
| Lector de Discs Blu-ray/DVD-ROM/CD-ROM | Sí                                                   | Sí              |
| Sortida HDMI                           | Sí                                                   | Sí              |
| Cable Ethernet                         | Sí                                                   | Sí              |
| Wi-Fi                                  | Sí                                                   | Sí              |
| Controlador Bluetooth                  | Sí                                                   | Sí              |
| Lectors de targetes de Memòria flash   | Sí                                                   | No              |
| Ports USB                              | 4                                                    | 2               |
| Embellidor cromat                      | Sí                                                   | No, Acabat mate |
| Compatibilitat Jocs PS2                | Sí, Parcial i actualitzable amb les actualitzacions. | No              |

L'única versió que es posà a la venda a Europa el 23 de març del 2007 és l'Extra de 60GB de disc dur que a més té com a extres un lector de targetes de memòria (SD/MultiMedia Card, CompactFlash, Memory Stick), connexió Wi-fi 802.11b/g i un embellidor cromat en colors. La versió Bàsica sortirà més endavant segons com vagi la venda.
En totes dues versions, el disc dur és un "Serial ATA" de 2,5 polzades amb connexió estàndard, totes dues porten 1 sortida HDMI d'àudio/vídeo digital, 1 sortida d'àudio/vídeo analògic, 4 endolls USB 2.0, 1 sortida d'àudio digital, i connexió sense fils Bluetooth.
Porten 256MB de memòria d'accés aleatori (RAM) XDRAM i 256MB de memòria per als gràfics VRAM GDDR3.
La CPU és una Cell i porten, a la versió americana, dues GPU, una RSX de NVIDIA per als gràfics més moderns i la Emotion Engine de la PS2 (de Toshiba) per a poder compatibilitzar els jocs de la PS2. Tanmateix SCEE (Sony Europa), cercant una reducció de costos, anuncia que la versió europea serà diferent en maquinari i centrarà la compatibilitat en l'emulació per Firmware en comptes d'incloure la GPU de la PS2.

### Nova versió de 40 GB (Tardor 2007)
La nova versió de 40 GB arriba amb més característiques de les esperades (s'havia rumorejat que no tindria suport HDMI ni Wi-Fi, i no és cert), i ve acompanyada d'una reducció de preu en el model preexistent.
El nou model tindrà una semicompatibilitat amb jocs PS2, però no tindrà ni lectors de targetes de memòria, i 2 ports USB en comptes de 4.

### Comparança dels equips
Hi ha cinc models de maquinari de la PlayStation 3 que són comunament esmentats per la grandària inclosa de la seva unitat de disc dur: "20", "40", "60", "80" i "160" GB.
Tots els paquets a la venda inclouen un o dos controls Sixaxis o Dualshock 3 (al començament del 12 de juny de 2008) i un petit cable USB (per connectar els controladors al sistema), 
| Model              | Número de sèrie [a] | Colors disponibles                        | Ports USB 2.0 | 802.11 b/g Wi-Fi | Lector Targeta de memòria | Suport SACD | Compatible amb PS2           | Data disponible                      | En producció |
| ------------------ | ------------------- | ----------------------------------------- | ------------- | ---------------- | ------------------------- | ----------- | ---------------------------- | ------------------------------------ | ------------ |
| 20 GB (NTSC)       | CECHBxx             | Negre                                     | 4             | No               | No                        | Sí          | Sí Hardware (Emotion Engine) | Novembre del 2006                    | No           |
| 40 GB (PAL, NTSC)  | CECHGxx, CECHHxx    | Negre Blanc[b] Plata[c] Gun-Metal Gray[d] | 2             | Sí               | No                        | No          | No                           | Octubre 2007 · Novembre del 2007     | No           |
| 60 GB (NTSC)       | CECHAxx             | Negre                                     | 4             | Sí               | Sí                        | Sí          | Sí Hardware (Emotion Engine) | Novembre del 2006                    | No           |
| 60 GB (PAL)        | CECHCxx             | Negre                                     | 4             | Sí               | Sí                        | Sí          | Sí Software (emulació)       | Març del 2007                        | No           |
| 80 GB (NTSC)       | CECHExx             | Negre                                     | 4             | Sí               | Sí                        | Sí          | Sí Software (emulació)       | Agost del 2007                       | No           |
| 80 GB (PAL, NTSC)  | CECHKxx             | Negre                                     | 2             | Sí               | No                        | No          | No                           | Agost del 2008 · Octubre del 2008    | Sí           |
| 160 GB (PAL, NTSC) | CECHPxx             | Negre                                     | 2             | Sí               | No                        | No          | No                           | Octubre del 2008 · Novembre del 2008 | Sí           |

^ a Els números de sèrie senyalen les regions.

^ b El model de ceràmica blanca només està disponible a Àsia i Japó.

^ c El model de plata satinat només està disponible a Àsia i Japó.

^ d El model gris és un model de col·lecció de MGS4.
El model de 20 GB únicament ha sigut distribuït als Estats Units, on ja s'ha deixat de fabricar a causa de les seves baixes vendes, pel que segurament no arribarà a Europa. El model inclou un disc dur SATA 2,5" de 20 GB, i a més, un connector HDMI 1.3 que abans es podia trobar solament en el model estàndard. D'altra banda, Sony té previst a vendre un lector de targetes de memòria i un adaptador Wi-Fi extern per a aquest model. No obstant, aquests agregats encara no han estat alliberats. No obstant això, aquest model ofereix quatre ports USB 2.0, ranures d'expansió per a les targetes de memòria.
A més de totes les característiques del model de 20 GB, el model de 60 GB té un Wi-Fi IEEE 802.11 b/g intern, diversos lectors de targetes flash (SD/MultiMedia Card, CompactFlash Type I/Type II, Microdrive, Memory Stick/PRO/Duo), i un acabat en crom. En termes de maquinari, el model de 80 GB llançat a Corea del Sud és idèntica al model de 60 GB alliberat en les regions PAL, a excepció de la diferència de grandària de disc dur. Igual que el de Corea del Sud i els models europeus, a l'Amèrica del Nord el model de 80 GB també exclou el CPU "Emotion Engine" utilitzat en la PlayStation 2. No obstant això, encara manté el "sintetitzador gràfic" GPU. A causa del retir del "Emotion Engine", el nivell de compatibilitat es va reduir. Els models de 40 GB, 80 GB i 160 GB, únicament disposen de dos ports USB en lloc dels cuatros ports disponibles en altres models, també prescindeixen del lector de targetes flash, suport SACD, o qualsevol compatibilitat amb els jocs de PlayStation 2.

## Comparatives amb altres consoles
Tot seguit, algunes referències breus a les principals característiques de dues consoles de la mateixa generació:
Xbox 360
Dades tècniques:
- La seva CPU de 3 nuclis de 3.2 GHz i el seu chip gràfic ATI fan que la consola segueixi mostrant gràfics a l'última avui en dia.
- Pot reproduir imatges de fins a 1080 p i Dolby digital 5.1.
- El disc rígid és extraïble. (20,30 o 120 GB).
- Hi ha dos tipus: la normal i l'elit. El segon tipus té el disc rígid més gran i sortida HDMI.
- Conté dos lectors de targeta SD.

Internet
- Per accedir a internet des de la consola cal donar-se d'alta a Xbox live!. La modalitat silver és gratis, però limitada.
- Les partides en línia són fluides. Quasi totes permeten comunicació per veu. Podem agregar amics i veure els seus perfils en línia.
- Permet mantenir converses mitjançant l'MSN

Multimedia
- La consola reprodueix de sèrie DVDs de video o CDs d'àudio. També permet agregar reproductors de música externs.
- És compatible amb arxius del tipus MP3, JPG, WMV y MPEG
- Es pot comprar un reproductor extern de HD-DVD per veure pel·lícules en alta definició.
- És compatible amb windows media center.

Nintendo Wii
Dades tècniques
- El processador "broadway" no és tan potent com el de les altres consoles de la generació, però mostra entorns en 3D plens d'efectes.
- El controlador de la consola, dividit en el comandament Wii i Nanchaku, detecta els moviments que fem amb les mans. Així, els personatges imiten els nostres gestos
- Pot mostrar imatges de fins a 480p (una señal de TV normal) i reproduir Pro Logic II (com un 5.1 emulat).

Internet
- Hi ha pocs jocs amb prestacions en línia en l'actualitat.
- Inclou una agenda que permet comunicar-te amb altres amics que tinguin WII.

Multimèdia
- Des del Canal Imatges, la Wii pot reproduir imatges i arxius de música. Les imatges es poden modificar.
- Permet llegir targetes SD. No llegeix DVDs de vídeo, ni CDs d'àudio.

## Models

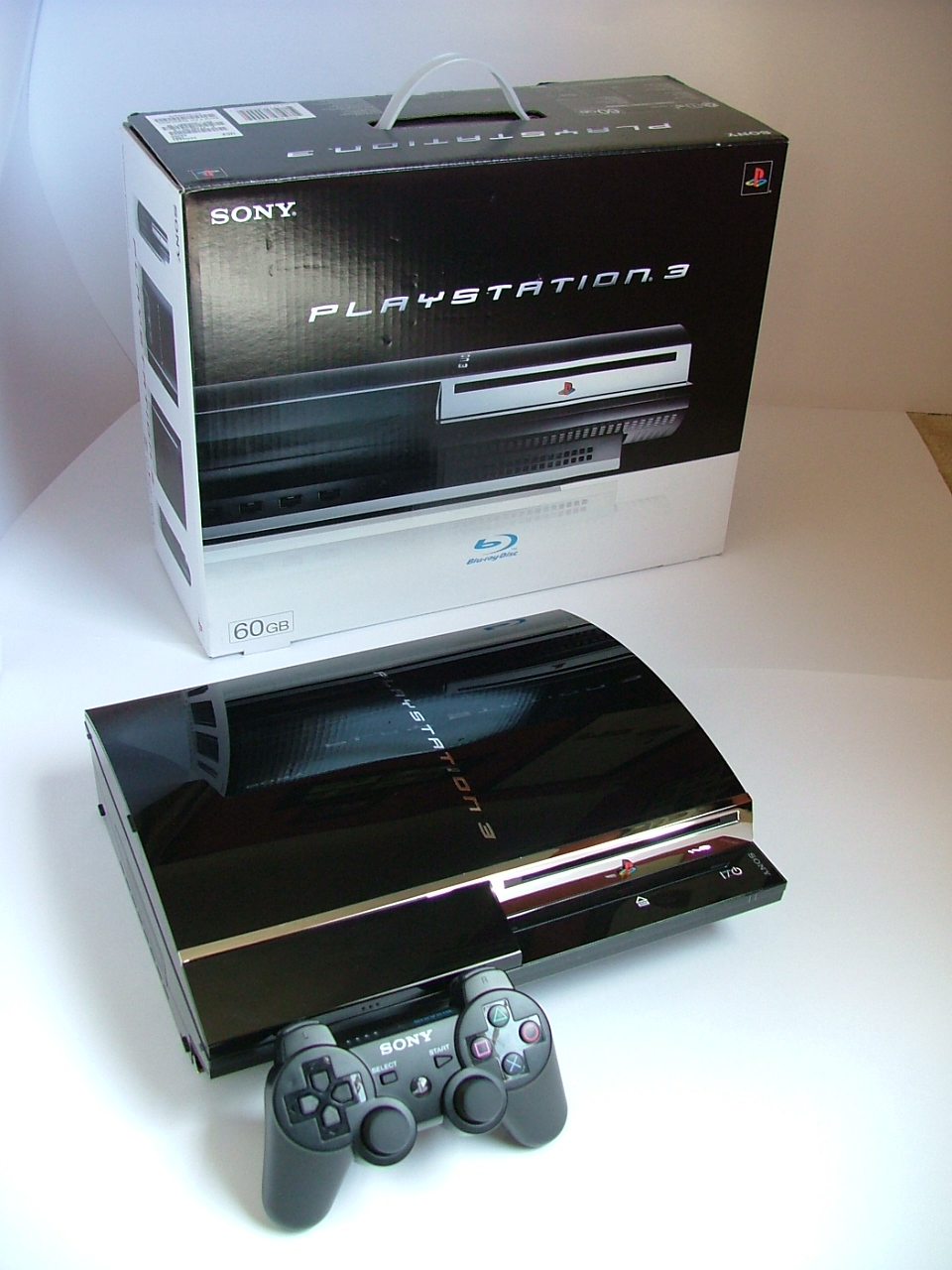
La PlayStation 3 de 60 GB amb el seu control i la seva caixa.

### Model Original
El model original té una forma convexa del seu costat esquerre quan està en la posició vertical, i té un elegant acabat negre amb el logotip de PlayStation 3 en el costat esquerre. El dissenyador de la carcassa Teiyu Goto va afirmar que la font d'inspiració del logotip va ser sobre la base del logotip de la pel·lícula Spider-Man, produïda per Sony Pictures, la qual cosa Ken Kutaragi va insistir a utilitzar dita font de lletra en el logotip.
La PlayStation 3 presenta una ranura "slot-in" on s'insereixen els discos, en aquesta part és on se situa el lector òptic Blu-Ray la velocitat del qual de càrrega és 2x, la unitat suporta diversos formats de discos: DVD, CD, SACD, Blu-ray, entre altres suports òptics. La consola compte amb una unitat interna d'emmagatzemament, inicialment es disposava unitats de disc dur de 20 GB i 60 GB (tot i que en la regió PAL només va estar disponible el model de 60 GB). Posteriorment van aparèixer el model de 80 GB en regió NTSC, el model de 40 GB en totes les regions, i finalment models 80GB i 160GB; en totes les regions. Tots els models de la PS3 disposen de disc dur SATA 2.5, actualitzable mitjançant una senzilla operació.
La PlayStation 3 utilitza microprocessador Cell dissenyat per IBM i Toshiba com la seva CPU, dels 7 "Synergistic Processing Elements" (sovint abreviat SPE).• 1 processador CELL corrent a 3,2 GHz amb 256 GFLOPS de poder. 1 PPE, L1 de cache 32KB, L2 cache de 512KB i 8SPE cadascun amb 256KB. El processament de gràfic està a càrrec de nVidia, anomenat RSX (basat en la GeForce 7800 GTX), la qual poden sortir resolucions de 480i, 576i SD fins a 1080p HD. Dita targeta és 50 vegades més potent que l'emprada en la consola PlayStation 2. La PlayStation 3 té 256 MB de memòria principal XDR i 256 MB de memòria de vídeo GDDR3 per al RSX.
El sistema té Bluetooth 2.0, Wi-Fi (en el models de 40, 60 i 80 GB) Ethernet, USB 2.0 y HDMI 1.3a construït en l'actualitat en tots els models d'enviats. La consola disposava d'un lector de targetes flash (compatible amb Memory Stick, SD, MMC, CompactFlash i Microdrive) és incorporat en el model de 60 i 80 GB.

### Model Slim
El nou model de Playstation 3 Slim va ser mostrat per primera vegada a la fira Gamescon de Colònia a l'Agost de 2009, coincidint amb l'anunci de la retallada de 399 EUR a 299 EUR en el preu de la consola. La PS3 Slim substitueix al model original de Playstation 3 a partir de Setembre de 2009. Tant la mida, com el pes, com el consum de la consola s'han reduït en un terç amb la introducció del nou model. Incorpora un disc dur amb una capacitat de 120 GB.

## Característiques

### Els xips de la PS3
El processador principal és el Cell amb un disseny inèdit que li dona prestacions de superordinador si fa ús de tota la seva potència. Consta d'un processador PowerPC de dues vies i vuit subsistemes incrustats al dau, anomenats SPU, que incorporen coprocessador vectorial, memòria pròpia i càrrega/descàrrega per DMA, i estan especialitzats en procés de corrents de dades (ang. streams).
La GPU RSX "Reality Synthesizer" de NVIDIA està basada en el xip NV47, reanomenat G70.

### Connexió a la TV i resolució de pantalla
Cal tenir en compte que el tipus de cable de sortida cap al monitor en condiciona la resolució A més caldrà seleccionar-la a la configuració de la PS3.
| Connexió de sortida     | Modes de Vídeo a la regió PAL (Europa) |
| HDMI                    | 1080p / 1080i / 720p / 576p            |
| Video per Components    | 1080p / 1080i / 720p / 576p / 576i     |
| Video Compost o S-VIDEO | 576i                                   |
| SCART (Euroconnector)   | 576p / 576i                            |

El cable de vídeo compost i àudio estèreo que porta la capsa de la PS3 només admet el mode 576i que es correspon a l'estàndard PAL de 576 línies i 704 o \d20 píxels en horitzontal.
Un cable opcional del tipus "Component Video" admet tots els modes i resolucions sempre que la TV els admeti. És l'opció adequada per als Monitors d'ordinador (Connexió VGA) sempre que siguin compatibles. El cable "Component Video" de la PS2 també serveix per a la PS3.
El cable opcional HDMI de sortida digital es pot connectar a una TV amb aquesta connexió o a una amb DVI mitjançant un cable conversor HDMI a DVI però cal que el monitor compleixi l'especificació HDCP (Protecció de Continguts Digitals en Amplada de banda Alt), si no el senyal digital queda bloquejat.
Existeix un cable "Component Video" multi-consoles que admet tots els modes.

### Compatibilitat dels jocs de la PS i la PS2
Existeix una pàgina de la PlayStation USA per a comprovar els jocs compatibles amb la PS3. Caldrà posar-hi el nom del joc en anglès. Però donada la diferència de maquinari ja que la versió japonesa-americana incorpora el xip gràfic de la PS2 i l'europea no, caldrà esperar una pàgina equivalent al web europea.

## Programari

### PlayStation 3 System Software
PlayStation 3 System Software és el programa informàtic d'actualització del sistema operatiu de la PlayStation 3. El procés d'actualització és similar a les actualitzacions de firmware per a la PlayStation Portable (PSP). Les actualitzacions poden descarregar-se directament de la PlayStation Network a la PS3 i posteriorment s'instal·len. Sony també ha proporcionat als usuaris la capacitat de descarregar actualitzacions de la website oficial PlayStation al seu PC. i aquestes poden ser transportats mitjançant unitat d'emmagatzemament cap a la consola.
La versió 2.20, va ser llançada el 25 de març de 2008, és una actualització important, que va fer que la PS3 fos compatible amb el perfil Blu-ray 2.0. Abans de l'actualització, la versió 2.17, va ser llançada el 13 de març de 2008 i algunes característiques són menor correcció d'errors. La versió 2.10, va ser llançada el 18 de desembre de 2007. En aquesta actualització es va fer que la PS3 compatible anés compatible amb perfil Blu-ray 1.1, es va afegir una nova visualització de la música, va afegir la capacitat de canviar el to de veu en el xat de la consola, i s'afegeix el suport per DivX, XviD, i VC-1 (WMV) còdecs. La versió de 2.01 va ser llançada el 19 de novembre de 2007 i fixa algunes de les qüestions de l'estabilitat de la PS3 en la connexió de xarxa i repara alguns problemes amb el comandament a distància.
La versió 2.00, va ser llançada el 8 de novembre de 2007, afegeix la possibilitat de personalitzar la XMB utilitzant temes, dona suporti al controlador de DualShock 3, la capacitat de crear llistes de reproducció personalitzades de música i fotos; agrega més opcions per a agrupar el contingut XMB amb pestanyes, i la capacitat remota de desactivar el PSP des de la PS3. L'última versió del programari és la versió 2.80, que va portar com principal característica una major fluïdesa del menú de la consola mentre et trobes jugant, entre canvis menors d'estabilitat.

### XMB
La XMB (XrossMediaBar) és la interfície gràfica d'usuari de la PlayStation 3, va ser desenvolupada per Sony per a distints productes electrònics com la PSP i alguns televisors que utilitzen aquesta interfície. La interfaz està conformada per dues barres que conté una sèrie d'icones que administra diferents funcions en la consola. La barra horitzontal se li coneix categories i aquesta desplega una sèrie d'icones amb diferents noms: usuaris, ajustos, fotos, música, vídeo, xarxa, joc, Playstation Network i amics. La segona barra se li coneix elements, en executar la barra de categories, aquesta desplega la barra d'elements i mostra una sèrie d'icones que executen diferents tasques: crear compte d'usuari, imprimir, manera de visualització entre altres tasques. La XMB és similar a la interfície del Windows Media Center de Microsoft, amb la diferència que la XMB està enfocada a administrar totalment el maquinari de la PlayStation 3.

### Actualitzacions
Les actualitzacions del sistema són exclusives per a l'àrea de distribució respectiva. Si actualitzéssiu els sistema amb els pedaços preparats per a una altra àrea de distribució els jocs que heu comprat podrien no funcionar.
Ja existeix una pàgina d'actualitzacions.

### Participar en projectes de càlcul distribuït
El processador Cell de la PS3 multiplica per 10 la capacitat de càlcul dels PC's actuals i, per tant, la PS3 serà un element molt apreciat en els projectes de Computació distribuïda.

#### Folding@home
Ja està disponible el client de Folding@home, una aplicació de col·laboració a la recerca en plegament de proteïnes per a l'estudi de malalties degeneratives, de la Univ. de Stanford, que en els PC's corre en segon pla o com a Salvapantalles.
Es pot descarregar seguint les instruccions de la pàgina d'actualitzacions americana.

### Linux a la PS3
La PlayStation 3 presenta novetats que fan que la instal·lació de GNU/Linux la converteixi en un sistema d'experimentació de la nova arquitectura del processador Cell, a part de la possibilitat de l'ús com a ordinador d'una consola de joc. Sistemes com el Fedora Core o el Gentoo poden ser utilitzats en la consola però s'ha de tenir en compte el tipus de pantalla i els seus connectors per gaudir-ne plenament. Darrere d'això hi ha comunitats a Internet que s'especialitzen en el tema.

## PlayStation Network
En resposta a l'èxit de la xarxa Xbox Live de Microsoft, Sony va anunciar el seu servei en línia unificat para PlayStation 3 en 2006 en la reunió PlayStation Business Briefing a Tòquio. Sony també va confirmar que el servei serà sempre connectat, gratis, i inclou suport multijugador. A més, la interfície de registre només es pot accedir a través de la interfície del sistema PS3.
En el Tokyo Game Show de setembre de 2006, es va revelar que els usuaris podrien descarregar alguns dels milers de títols de PlayStation i PlayStation 2 a través de la xarxa PlayStation Network per una quantitat de $5 o $15 als EUA.
El 8 de maig de 2007, Sony Computer Entertainment va anunciar els PlayStation Network Cards per al Japó, és una forma de diners electrònics que pot ser utilitzat amb la botiga virtual PlayStation Store. Els PlayStation Network Tiquets estan disponibles en unitats de 1.000, 3.000, 5.000 i 10.000 iens, es poden adquirir en botigues o basars al Japó. Cada bitllet conté un codi alfanumèric de 12 dígits que poden ser introduïts en la PlayStation Network para col·locar crèdits en el moneder virtual. Les targetes estan disponibles a través de quioscs electrònics en 26.000 botigues de conveniència, incloent Lawsons, Family Mart, Daily Yamazaki, Ministop i Sunkus.

### PlayStation Home
Durant el 2007 en la Game Developers Conference, Sony va anunciar la PlayStation Home, és una comunitat virtual per a la PlayStation Network. En el Home els usuaris poden crear el seu avatar per al seu PlayStation 3. Aquest avatar té el seu propi apartament, conegut com a "HomeSpace", la qual cosa, pot ser decorat amb els punts dels jugadors obtinguts en certs jocs. En el futur, el servei s'ampliarà, el que permet als jugadors tenir una major varietat de peces de vestir, així com animals de companyia. El Home permet als usuaris de la PlayStation Network experimentar una segona vida en un món virtual, i actua com un lloc de trobada per als usuaris que volen jugar jocs multijugador amb uns altres.
La versió beta tancada comença a Europa a partir de l'1 de maig de 2007 i poc després s'amplia en altres territoris, mentrestant, altra versió beta estava sent programada per a octubre de 2007. No obstant això, en l'esdeveniment electrònic Tokyo Game Show del 2007, Sony va retardar l'alliberament de l'Home fins a la "Primavera de 2008", i novament el 21 d'abril de 2008, és retardat el servei fins al "Tardor de 2008". El president de la SCEI i el grup CEO Kaz Hirai va declarar més tard que el llançament es va retardar a causa de la realització de noves proves d'avaluació i retroalimentació per a proporcionar la millor experiència possible al llançament.

### Connectivitat PlayStation Portable

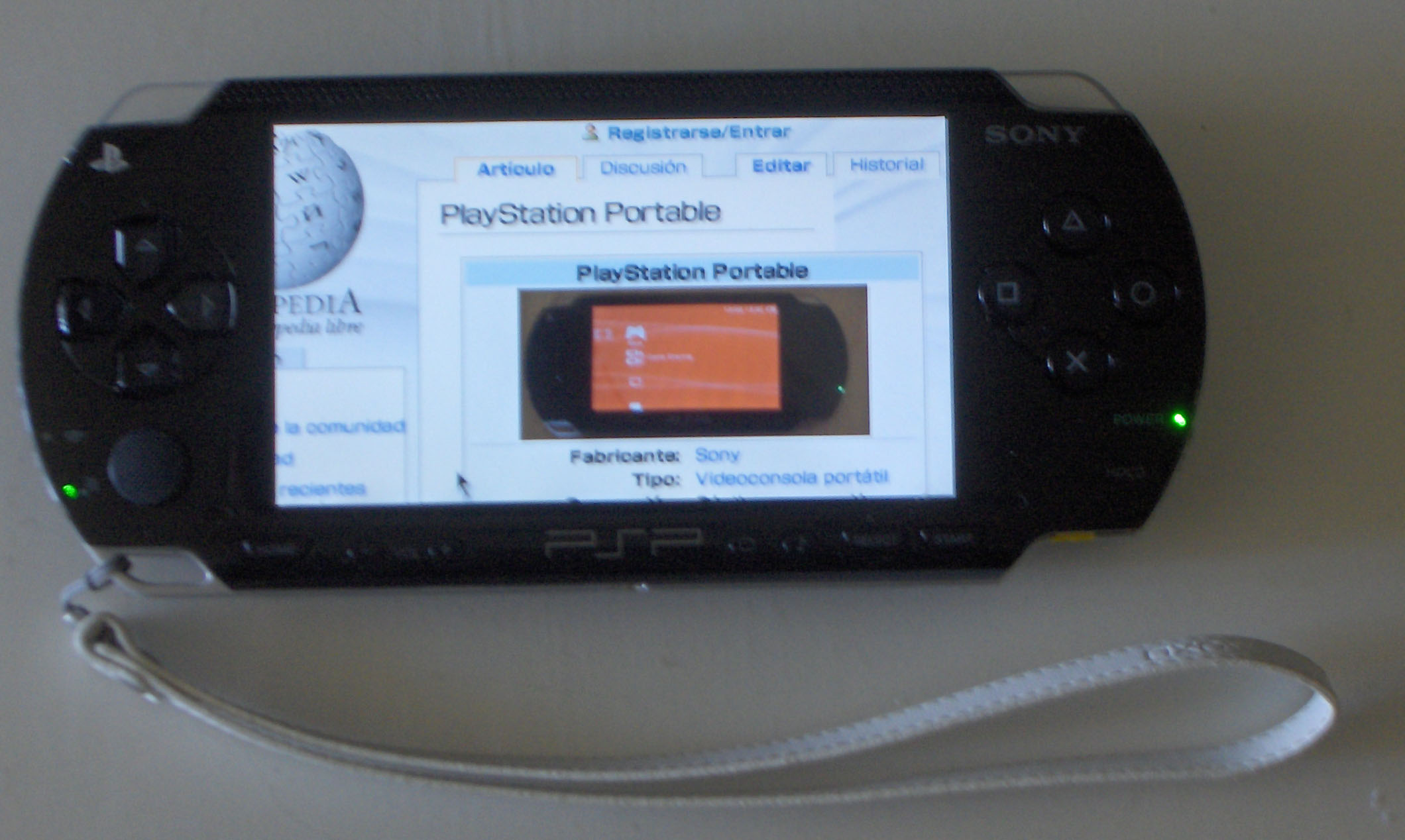
La PlayStation Portable mostrant el lloc web de la Viquipèdia.

La PlayStation Portable pot sincronitzar-se amb la PlayStation 3, incloent la conectividad del joc. Aquesta característica va ser demostrada en el E3 de 2006 amb el joc de carreres Formula One: Championship Edition, la PSP es va utilitzar com a mirall retrovisor. A més, és possible descarregar jocs de la PlayStation a través de la PlayStation 3 mitjançant la botiga virtual PlayStation Store. Aquests jocs no es poden emprar en la PS3. Aquests requereixen ser enviats a la PSP, i utilitzar el seu respectiu programa emulador. El 18 d'abril de 2007, Sony afegix aquest suport per a jugar i descarregar títols de la PlayStation, amb l'actualització al firmware versió 1.70.
Sony també ha demostrat la PSP reproduint el contingut de vídeo del disc dur de la PlayStation 3 a través d'una connexió de xarxa sense fil. Aquesta característica es coneix com "Ús a distància", la icona es localitza en l'opció de Xarxa en el menú principal de la PlayStation 3 o PlayStation Portable. Ús a distància permet al PSP accedir al PS3 en determinat lloc ja sigui a la casa o oficina de l'usuari a través d'Internet mitjançant un punt d'accés d'un servei LAN sense fil públic.

## Videojocs

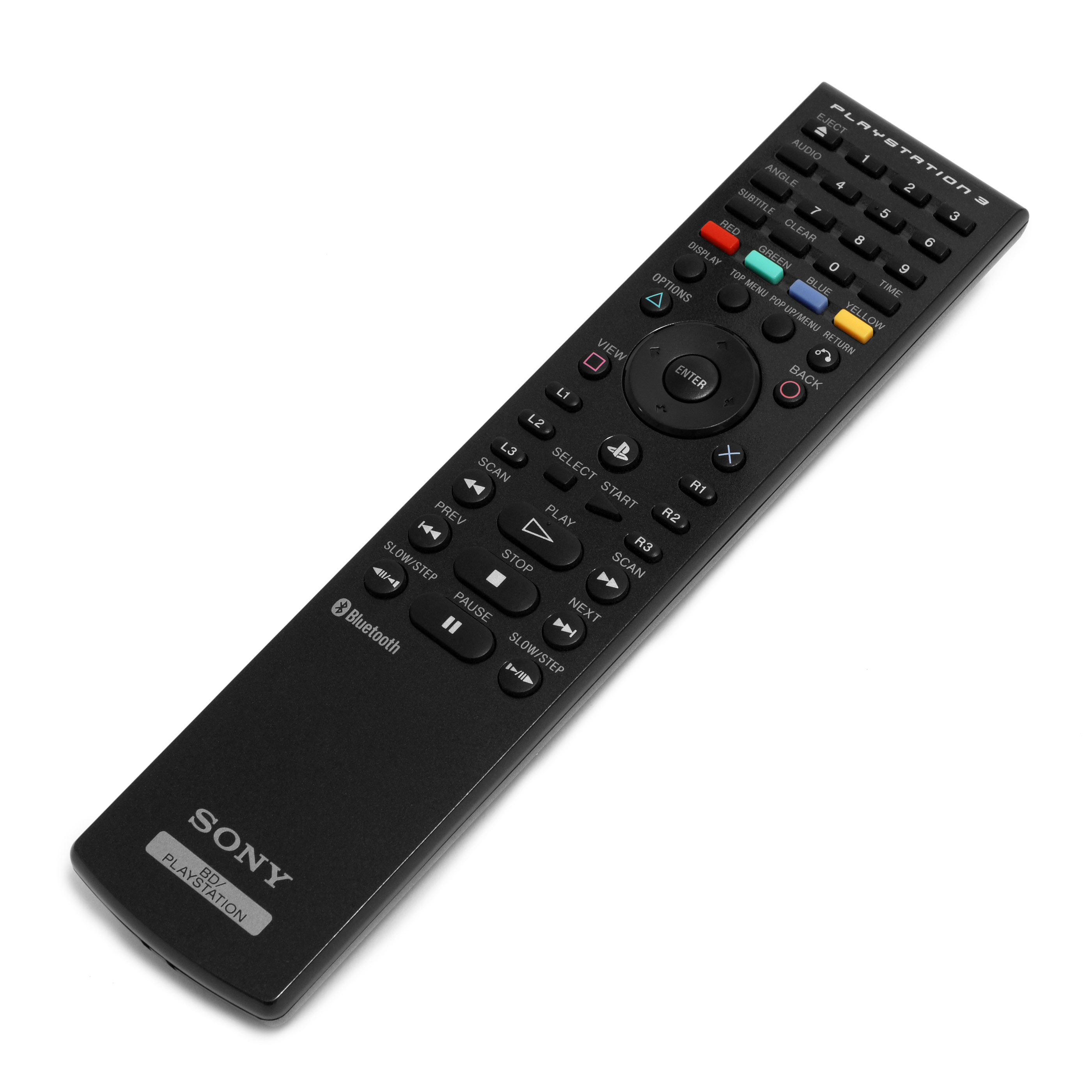
El comandament a distància oficial de PlayStation 3.

En el llançament d'Amèrica del Nord la consola va disposar de 14 títols i a la fi de l'any van ser llançats 3 jocs més. Després de la primera setmana de vendes, es confirma que Resistance: Fall of Man de Insomniac Games, és el joc més venut en l'estrena d'Amèrica del Nord. El joc va ser elogiat per nombrosos llocs web de videojocs, incloent Gamespot i IGN, ambdós van premiar al joc com el millor titulo de la Playstation 3 per a l'any 2006. Alguns títols no van aparèixer en el llançament i van ser retardats fins a principis de el 2007, tals com The Elder Scrolls IV: Oblivion, FEAR i Sonic the Hedgehog. Durant el llançament japonès, Ridge Racer 7 va ser el joc més venut, mentrestant Mobile Suit Gundam: Crossfire també es va vendre bé; ambdós dels quals van ser oferts per Namco Bandai.

## Multimèdia
Un dels incentius de venda de la PlayStation 3 són les seves capacitats de multimèdia. La PlayStation 3 pot reproduir música en CD o reproduir pel·lícules en DVD o pel·lícules d'alta definició emmagatzemades en el format Blu-Ray. També la consola pot reproduir altres formats de disc. A part de reproduir mitjans òptics, la consola es pot connectar alguns dispositius de multimèdia com reproductors MP3, càmeres digitals, cel·lulars, i etc., tot això gràcies als seus ports USB 2.0. El contingut de multimèdia emmagatzemat en la PlayStation 3 pot ser compartit en la consola portàtil PSP. AL disposar disc dur la PlayStation 3, es poden gravar videos, programes de televisió o emmagatzemar alguns continguts descarregats de la PlayStation Network.

### Blu-ray

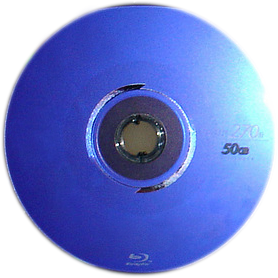
Blu-Ray, format de disc de la PlayStation 3.

En l'etapa de desenvolupament de la PlayStation 3, Sony va decidir equipar el reproductor Blu-ray en la PlayStation 3, la intenció del qual va ser la d'impulsar el seu format desenvolupat i les pel·lícules emmagatzemades en aquest format. El disc amida 12 cm de diàmetre com el DVD i CD. Els jocs de la PlayStation 3 estan emmagatzemats en aquest format, la qual cosa molts desenvolupadors han aprofitat la capacitat d'emmagatzematge d'aquest disc per a agregar més extres en els jocs. Els discos Blu-ray estan fets a força de paper i cel·lulosa en lloc de polímers com en el cas dels CD o els DVD, pel que són biodegradables. No obstant això els discos Blu-ray tenen una coberta protectora a prova d'esgarrapades no biodegradable. Un disc Blu-ray pot emmagatzemar fins a uns 25 GB de dades per capa, 50 GB a doble capa. En l'any 2008, Blu-Ray es converteix en l'estàndard dels mitjans òptics successor del DVD, després del retir de Toshiba en la producció del HD DVD al febrer de 2008. En l'anterior guerra dels formats entre HD DVD i Blu-Ray, la PlayStation 3 va ser considerada com el reproductor de Blu-Ray més econòmic.
Un estudi va demostrar que el 60% dels posseïdors de PS3 desconeixen que aquesta té lector Blu-ray, l'altre 40% saben que incorpora dita lectora i ho usen per a veure pel·lícules en alta definició. També es va fer aquest mateix estudi a altres consoles on un 30% saben que es pot usar el lector per a veure pel·lícules en alta definició.

## Properes edicions
- PS3 Multimèdia: Sony vol emular l'Apple-TV[102] de Apple amb el llançament d'una versió accessòria de la TV tipus "dispensador de multimèdia"[103][104] per descarregar músiques i pelis i veure-les al menjador, passant per taquilla, és clar, així com l'Apple-TV porta l'i-Tunes a la TV central de la casa.

- PS3 Elite: Hi ha hagut rumors sobre una versió Elite amb 80 GB arran d'una petició[105] a la FCC (Comitè Federal de les Comunicacions dels EUA) de certificació de canvis en el disseny de l'antena Bluetooth, especificant un número de model nou el CECHE01. (Els de les PS3 de la zona NTSC, de 60 i 20 GB són CECHA01 i CECHB01). Finalment Sony ha respost que de moment el projecte de nou model no es materialitzarà.[106]

## Vendes
| Japó | 3.317.247 al 9 d'agost de 2009        | 11 de novembre de 2006 |
| EUA | 8.983.978 al 9 d'agost de 2009        | 17 de novembre de 2006 |
| Europa | 10.779.385 al 9 d'agost de 2009       | 23 de març de 2007     |
| Total | 23.080.610 al 9 d'agost de 2009       |                        |
| Regió | Posicionament de l'equip              | Data                   |
| Japó | 1º Wii, 2º PlayStation 3, 3º Xbox 360 | 9 d'agost de 2009      |
| EUA | 1º Wii, 2º Xbox 360, 3º PlayStation 3 | 9 d'agost de 2009      |
| Europa | 1º Wii, 2º Xbox 360, 3º PlayStation 3 | 9 d'agost de 2009      |
| Les xifres d'aquest requadre no són oficials, són una aproximació del que ha venut l'equip. Aquestes xifres són del lloc web d'estadística en videojocs VG Chartz. |                                       |                        |

Al principi del llançament de la PlayStation 3, malgrat les altes vendes en els dies següents al seu llançament, les vendes de l'equip van estar estancades, a causa de l'elevat costo de l'equip. El costo inicial de producció de la PlayStation en els EUA era de 805,85 dòlars, pel model de 20 GB i 840,35 dòlars pel model de 60 GB, en els EUA;
 no obstant això, els preus van ser de 499 dòlars i 599 dòlars als EUA respectivament. Els alts costos de fabricació significaven que cada unitat es venia amb una pèrdua d'aproximadament $250 dòlars, constituint una pèrdua de 232,3 milions de yenes (1,97 milions de dòlars dels EUA) en la divisió de jocs de Sony, en finalitzar l'any fiscal de març de 2007.
Al novembre de 2007, les vendes de la PlayStation 3, als EUA, van tenir un increment d'un 298%, segons les xifres anunciades per Sony Computer Entertainment America. Un dels factors d'aquest increment es va deure a la festivitat d'Acció de Gràcies, i un altre factor va ser la disponibilitat en les botigues d'unitats de la consola, tant del model de 80 GB com el de 40 GB.
Gràcies a la rebaixa de preus de 100$ que es va fer a principis de l'estiu de 2007 (juny-juliol) al model de 60 GB, les vendes van augmentar un 113% en les botigues nord-americanes. Així mateix, gràcies a la sortida del model de 40 GB en el Regne Unit van augmentar les vendes un 178%.

### Recepció i crítica

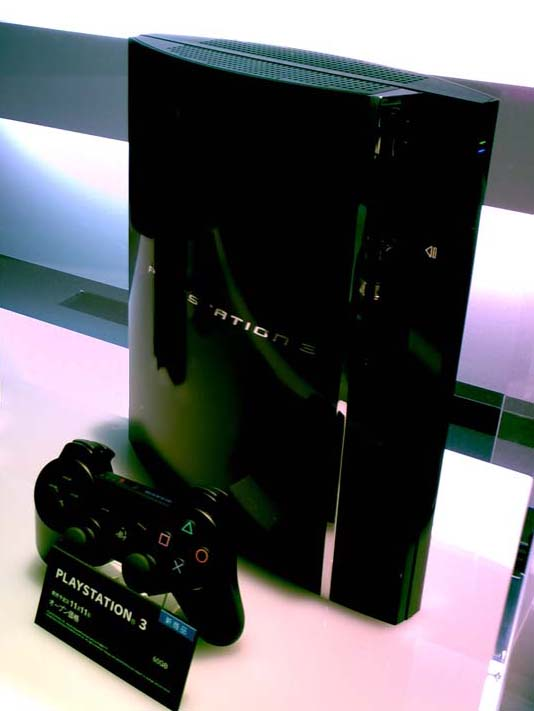
PS3 en la CEATEC 2006.

Després del seu llançament, la PlayStation 3 va rebre comentaris desfavorables en general, molts llocs d'Internet i la gent enquestada van criticar el seu alt preu i la falta de jocs de la més alta qualitat. No obstant això, després d'una sèrie de rebaixes de preus i l'alliberament de diversos títols de qualitat, el sistema ha començat a rebre millors comentaris.
La PlayStation 3 se li dona el nombre vuit a la llista "top 21 de les tecnologies mal desenvolupades de 2006", on va ser criticada per ser "tardana, costosa i incompatible". Per altra banda, GamesRadar va classificar la PS3 com un article superior en una caracterització d'un joc en relació sobre els desastres de la PR, Sony es pregunta com va assolir "tenir un dels més esperats sistemes de joc de tots els temps i - en el termini d'un any - convertir-se en un objecte d'odi per tota Internet", però va afegir que, a pesar dels seus problemes té un sistema "sense explotar el seu potencial".
Alguns periodistes van considerar que la relativa facilitat amb què és possible comprar una PlayStation 3 en les botigues en els EUA i Japó poc després del seu llançament, en comparació de l'escassesa de la Wii, és prova d'una demanda tèbia dels consumidors per al sistema. A més, va haver informes que alguns minoristes japonesos van rebaixar el preu del sistema a mitjan gener de 2007 per a estimular la demanda. En una entrevista amb Electronic Gaming Monthly, el cap d'operacions de la SCEA Jack Tretton es va burlar de l'afirmació que la PlayStation 3 no vola fora de les botigues, dient als enquestadors, "Si vostè troba una PS3 arreu d'Amèrica del Nord que hagi estat en les prestatgeries per més de cinc minuts, li dono 1200 dòlars per ella". En resposta, Tycho i Gabe de Penny Arcade van exigir una recompensa de 13200 dòlars, al trobar onze PS3s en les botigues prop de la seva ciutat natal.
A pesar de la premsa negativa, diversos llocs web han donat molt bones valoracions al sistema. CNET Regne Unit va lloar la PlayStation 3 dient: "PS3 és un versàtil i impressionant equip d'entreteniment a casa que està de moda ... la PS3 bé val el seu alt preu". CNET també li ha donat una puntuació de 8,8 sobre un màxim possible de 10 i votat com uns dels gadgets més buscats, lloat per la seva capacitat de gràfica robusta i el seu elegant disseny exterior, mentrestant van criticar la seva selecció limitada de jocs disponibles.